# علی بن احمد نسوی
ابوالحسن علی بن احمد نسوی یا استاد مختص (۳۹۳ ق ۴۷۲ ق) (۱۰۱۱–۱۰۷۵ م) ریاضی‌دان ایرانی که در نجوم، منطق، فلسفه و پزشکی هم کار کرد. وی از اعضای دارالحکمه بود.
وی شاگرد کوشیار گیلانی بود و نقش مهمی در ایجاد و انتشار عملیات ریاضی مثل جذر و ریشه سوم (کعب) اعداد صحیح و اعشاری داشته‌است. همچنین از کسانی است کسرهای دهدهی را جانشین کسرهای شصتگانی می‌کند.

## آثار
- المغنی فی الحساب الهندی: دربارهٔ ریاضیات هندی به فارسی نوشت و آن را به عربی ترجمه کرد.
- الاشباع: در مورد قضیه منلایوس است که وی با مطالعه ترجمه ثابت ابن قره و نصیر الدین طوسی از لمعه ارشمیدس آنرا به عربی نوشت.[۲]
- کتاب الحساب: در این کتاب تقسیم اعداد اعشاری و استخراج جذر و کعب را (جذر عدد ۵۷٬۳۴۲؛ کعب عدد ۲۹۶و۶۵۲و۳) تقریباً به روش امروزی شرح می‌دهد و سیستم اعداد دهدهی را جانشین سیستم شصتگانی می‌کند.
- المقنع
- الشباع فی شرح اشکال القطاع
- کتابی دربارهٔ «اشکره داری» (نگهداری مرغان شکاری) که در سن ۷۹ سالگی نوشت.
- صورالکواکب عبدالرحمن صوفی را خلاصه کرد و به سید مرتضی تقدیم کرد.[۳]